# Mateo Majdalani
Mateo Majdalani (San Isidro, 15 de julio de 1994) es un regatista argentino especializado en Nacra 17, ganador de la medalla de plata en los Juegos Olímpicos de París 2024, medallista de oro en los Juegos Panamericanos de 2023 y medallista de plata en los Juegos Panamericanos de 2019.

## Juegos Olímpicos
Participó en los Juegos Olímpicos de París 2024 obteniendo medalla de plata como timonel, junto a Eugenia Bosco en la clase multicasco mixto (Nacra 17).

### Medalla de plata en vela (multicasco mixto) en París 2024
El 8 de agosto Mateo Majdalani (30 años) y Eugenia Bosco (27 años) obtuvieron la medalla de vela en vela, tripulando un Nacra 17 en la prueba multicasco mixto, uno de los pocos eventos deportivos olímpicos en los que compiten conjuntamente hombres y mujeres.
En la prueba compitieron 19 embarcaciones de igual cantidad de países. Majdalani-Bosco llegaron como octavos en el ranking mundial de la ISAF, con el mejor antecedente de haber salido cuartos en el campeonato mundial de Nacra 17 realizado en mayo de 2024. Las duplas favoritas para el oro eran la italiana (Tita-Banti) y la británica (Gimson-Burnet), campeona del mundo y primera en el ranking mundial respectivamente.
La competencia fue diseñada para realizarse en tres días, mediante doce regatas generales y una regata final (medal race) a la que clasifican las diez embarcaciones con mejor puntaje. El puntaje por regata es igual a la ubicación en que llega cada embarcación, descartándose la peor ubicación, con puntaje doble en la medal race.   
La primera serie de cuatro regata se realizó el 3 de agosto y el equipo argentino sorprendió en la regata inicial llegando en la 2.ª posición, detrás de la dupla italiana favorita, resultado que se repitió en la segunda regata. En la tercera y cuarta regatas, la embarcación argentina llegó en 5.ª y 10.ª posición, pero manteniendo la segunda posición con 9 puntos en la general, detrás de Italia -que ya se mostraba dominante con tres primeros lugares y un segundo-, y seguidos de cerca por Nueva Zelanda (10) y Finlandia (11). Detrás se ubicaron Gran Bretaña (13), Francia (17), Alemania (18), España (18), Países Bajos (20), Suecia (31), Brasil (32), China (33), Australia (35), Estados Unidos (40), Austria (41), Bélgica (46), Turquía (49) y Japón (51).
En el segundo día, Majdalani-Bosco finalizaron en 6.ª posición en la quinta y sexta regatas, 3.ª posición en la quinta y 2.ª posición en la sexta regata, manteniendo regularidad pero quedando terceros en la clasificación general con 26 puntos, al ser superados por Nueva Zelanda (21), mientras Italia (8) ampliaba su ventaja con tres nuevas victorias. Detrás se ubicaron Gran Bretaña (34), Francia (37), Finlandia (41), Alemania (44), Países Bajos (49) España (59) y Brasil (67) en décimo lugar, con el resto de las embarcaciones muy retrasadas en la general.
El tercer día se corrieron las últimas cuatro regatas generales pero, por falta de viento no se pudo correr la medal race, que fue postergada para el día siguiente. Argentina tuvo un desempeño sobresaliente en las regatas novena, décima y decimoprimera, con un primer lugar y dos segundos lugares, recortando mucho la distancia con la pareja italiana, abriendo la posibilidad de disputar la medalla de oro, en las siguientes dos últimas regatas. Pero un 12.º lugar en la regata doce volvió a alejar a la Argentina dejándola con 41 puntos, lejos de Italia (27 puntos), pero con Nueva Zelanda y Gran Bretaña pisándole los talones con 47 puntos. El resto ya no tenía posibilidades de medalla.
Para enfrentar la medal race (con puntuación doble), Italia debía evitar quedar por detrás del sexto lugar para asegurar el oro, mientras que Argentina debía controlar que ni Nueva Zelanda ni Gran Bretaña la superaran por más de dos posiciones. El inicio fue dramático porque Argentina y Gran Bretaña largaron antes de tiempo. Ante esa situación los británicos quedarían descalificados perdiendo toda chance de disputar medalla, mientras que los argentinos evitaron la descalificación tomando de inmediato la decisión de volver atrás y largar nuevamente, pero quedando en anteúltimo lugar, en tanto que Nueva Zelanda largó en primer lugar 24 segundos por delante. Pero ya en la primera de las cuatro piernas (secciones) los argentinos habían logrado superar a los neozelandeses y desde entonces controlaron la posición relativa, para finalizar en 7.ª posición, por delante de sus competidores inmediatos por la medalla de plata.
| Vela Clase multicasco (Nacra 17) mixto Puntajes por regata y final | Vela Clase multicasco (Nacra 17) mixto Puntajes por regata y final | Vela Clase multicasco (Nacra 17) mixto Puntajes por regata y final | Vela Clase multicasco (Nacra 17) mixto Puntajes por regata y final | Vela Clase multicasco (Nacra 17) mixto Puntajes por regata y final | Vela Clase multicasco (Nacra 17) mixto Puntajes por regata y final | Vela Clase multicasco (Nacra 17) mixto Puntajes por regata y final | Vela Clase multicasco (Nacra 17) mixto Puntajes por regata y final | Vela Clase multicasco (Nacra 17) mixto Puntajes por regata y final | Vela Clase multicasco (Nacra 17) mixto Puntajes por regata y final | Vela Clase multicasco (Nacra 17) mixto Puntajes por regata y final | Vela Clase multicasco (Nacra 17) mixto Puntajes por regata y final | Vela Clase multicasco (Nacra 17) mixto Puntajes por regata y final | Vela Clase multicasco (Nacra 17) mixto Puntajes por regata y final | Vela Clase multicasco (Nacra 17) mixto Puntajes por regata y final | Vela Clase multicasco (Nacra 17) mixto Puntajes por regata y final |
| --- | ------------------------------------------------------------------ | ------------------------------------------------------------------ | ------------------------------------------------------------------ | ------------------------------------------------------------------ | ------------------------------------------------------------------ | ------------------------------------------------------------------ | ------------------------------------------------------------------ | ------------------------------------------------------------------ | ------------------------------------------------------------------ | ------------------------------------------------------------------ | ------------------------------------------------------------------ | ------------------------------------------------------------------ | ------------------------------------------------------------------ | ------------------------------------------------------------------ | ------------------------------------------------------------------ |
| | Países                                                             | Regatas                                                            | Regatas                                                            | Regatas                                                            | Regatas                                                            | Regatas                                                            | Regatas                                                            | Regatas                                                            | Regatas                                                            | Regatas                                                            | Regatas                                                            | Regatas                                                            | Regatas                                                            | Regatas                                                            | FINAL                                                              |
| 1 | Países                                                             | 2                                                                  | 3                                                                  | 4                                                                  | 5                                                                  | 6                                                                  | 7                                                                  | 8                                                                  | 9                                                                  | 10                                                                 | 11                                                                 | 12                                                                 | MR                                                                 |                                                                    | FINAL                                                              |
| Medalla de oro | Italia                                                             | 1                                                                  | 1                                                                  | 2                                                                  | 1                                                                  | 1                                                                  | 1                                                                  | 1                                                                  | 6                                                                  | 6                                                                  | X20                                                                | 5                                                                  | 2                                                                  | 4                                                                  | 31                                                                 |
| Medalla de plata | Argentina                                                          | 2                                                                  | 2                                                                  | 5                                                                  | 10                                                                 | 6                                                                  | 6                                                                  | 3                                                                  | 2                                                                  | 2                                                                  | 1                                                                  | 2                                                                  | 12                                                                 | 14                                                                 | 55                                                                 |
| Medalla de bronce | Nueva Zelanda                                                      | 5                                                                  | 3                                                                  | 7                                                                  | 2                                                                  | 2                                                                  | 3                                                                  | 2                                                                  | 4                                                                  | 9                                                                  | 17                                                                 | 3                                                                  | 7                                                                  | 16                                                                 | 63                                                                 |
| 4 | Reino Unido                                                        | 8                                                                  | 4                                                                  | 6                                                                  | 3                                                                  | 4                                                                  | 9                                                                  | 4                                                                  | 5                                                                  | 4                                                                  | 5                                                                  | 1                                                                  | 3                                                                  | X22                                                                | 69                                                                 |
| 5 | Francia                                                            | 6                                                                  | 6                                                                  | 8                                                                  | 5                                                                  | 7                                                                  | 4                                                                  | X20                                                                | 1                                                                  | 12                                                                 | 4                                                                  | 4                                                                  | 15                                                                 | 2                                                                  | 74                                                                 |
| 6 | Países Bajos                                                       | 4                                                                  | X20                                                                | 9                                                                  | 7                                                                  | 8                                                                  | 8                                                                  | 6                                                                  | 7                                                                  | 22                                                                 | 2                                                                  | 11                                                                 | 5                                                                  | 8                                                                  | 78                                                                 |
| 7 | Finlandia                                                          | 3                                                                  | 7                                                                  | 4                                                                  | 4                                                                  | 11                                                                 | 5                                                                  | 7                                                                  | 11                                                                 | 11                                                                 | 12                                                                 | 15                                                                 | 4                                                                  | 18                                                                 | 97                                                                 |
| 8 | Alemania                                                           | 18                                                                 | 9                                                                  | 3                                                                  | 6                                                                  | 3                                                                  | 2                                                                  | 13                                                                 | 8                                                                  | 5                                                                  | 14                                                                 | 17                                                                 | 10                                                                 | 10                                                                 | 100                                                                |
| 9 | Brasil                                                             | 14                                                                 | 10                                                                 | 11                                                                 | 11                                                                 | 5                                                                  | 11                                                                 | 5                                                                  | 14                                                                 | 7                                                                  | 8                                                                  | 13                                                                 | 14                                                                 | 6                                                                  | 115                                                                |
| 10 | Suecia                                                             | 13                                                                 | 18                                                                 | 10                                                                 | 8                                                                  | 9                                                                  | 14                                                                 | 16                                                                 | 13                                                                 | 1                                                                  | 7                                                                  | 6                                                                  | 9                                                                  | 12                                                                 | 118                                                                |
| Fuente: Página Oficial París 2024.* En cada regata el puntaje es igual a la posición, excepto la Medal Race (MR), en la que el puntaje es el doble. Se descarta la peor regata, salvo la medal race. La letra "X" refiere descalificación o no finalización de la regata. No clasificaron para la medal race España, Dinamarca, Australia, China, Austria, Estados Unidos, Japón, Turquía y Bélgica. |                                                                    |                                                                    |                                                                    |                                                                    |                                                                    |                                                                    |                                                                    |                                                                    |                                                                    |                                                                    |                                                                    |                                                                    |                                                                    |                                                                    |                                                                    |

## Juegos Panamericanos
Fue medallista de oro en los Juegos Panamericanos de 2023 y medallista de plata en los Juegos Panamericanos de 2019.

## Campeonatos mundiales juveniles
En el Campeonato Mundial de Vela de 2012 realizado en la ciudad irlandesa de Dún Laoghaire, organizado por la Federación Internacional de Vela, obtuvo la medalla de bronce en la clase 29er en dupla con Klaus Lange.

## Premios
- Olimpia de Plata (2023)[8]

- Olimpia de Plata (2024)[9]